# 北朝鮮帰国者の生命と人権を守る会
北朝鮮帰国者の生命と人権を守る会（きたちょうせんきこくしゃのいのちとじんけんをまもるかい）は、1994年（平成6年）2月20日、在日朝鮮人の帰還事業によって日本から北朝鮮に帰国した9万3,000人の在日朝鮮・韓国人とその日本人の配偶者の現状を救おうと、元東京大学教授の小川晴久、元在日本朝鮮人総聯合会（朝鮮総連）幹部の金民柱、ジャーナリストの萩原遼らが結成した人権団体、特定非営利活動法人。アジア人権人道学会に参加している。通称「守る会」。現代表は山田文明。

## 会の結成
1993年（平成7年）8月22日、東京都中野区の焼肉店で証言会が開かれ、在日朝鮮・韓国人約10名と日本人約5名が集まった。日本人参加者は小川晴久夫妻、高柳俊男、谷川透などであった。証言会では、焼肉店の女将、帰還事業で北朝鮮に渡った兄が1980年に銃殺された朴春仙、1991年に平壌留学の体験をもつ関西大学講師の李英和が証言した。この会に参加者した人の多くが、北朝鮮の山中に「管理所」「教化所」という強制収容所があり、帰国者はじめ多くの北朝鮮人民が過酷な扱いを受けていることを初めて知って大きな衝撃を受けた。
参加者のなかからもっと大きな証言集会を持つべきだという声があがり、同年11月7日、千代田区の神田パンセで約200名が参加する大集会開催につながった。このときの証言者は、朴春仙、李英和のほか、帰国した弟が強制収容所で殺された金民柱、朝総連新潟県本部で帰国者を送り出した張明秀、逃亡を図って銃撃で死亡したと北朝鮮が発表した曺浩平の妹の曺幸、それに、中野焼肉店のアジュモニの証言代読があり、支援者として愛知県立芸術大学の萩原重夫が加わって7名となった。短期間で200人もの人びとが集まったのには、李英和が大阪府で立ち上げたRENKの力が大きかった。
この2つの集会を経て、1994年の正月には帰国者問題を担う恒常的な組織を作る準備会が開かれ、そこで小川晴久が「北朝鮮帰国者の生命（いのち）と人権を守る会」という組織名を提案した。小川が北朝鮮当局が人の生命をいとも簡単に殺すので「生命」の語を入れるべきと主張すると、準備会に出席していた南朝鮮労働党元幹部の朴甲東がこれに強い賛意を示し、名前が決定した。
「守る会」の結成日の出席者は約180人だったが、うち朝鮮総連から組織動員をかけられた50人が妨害者として参加しており、開会冒頭から野次や罵声が浴びせられた。金英達による講演「帰国事業とは何か」は当初1時間を予定していたが、朝鮮総連の妨害者からの野次や怒号のため30分で終わらざるを得なかった。朴春仙、曺幸、金民柱による被害者家族の訴えの間も、朝鮮総連から動員された妨害者たちからの罵詈雑言はやまなかった。山田文明が会則案の朗読を始めると、前方を占めていた朝鮮総連の若者たちが演壇をめがけて実力行使の挙に出た。ついに会場側が110番通報するなか、仲間たちに守られながら山田が会則案を最後まで朗読し、賛否を会場に諮ると100名以上から賛同の拍手が得られたので、その場で成立を宣言した。
現在、北朝鮮帰国者の生命と人権を守る会（守る会）では「70円で北朝鮮の拉致被害者に葉書を送ろう」という葉書キャンペーンを実施している。

## 会の組織（2007年現在）
- 代表：山田文明
- 副代表：三浦小太郎
- 名誉代表：小川晴久、金民柱、萩原遼

## 機関紙
- 「かるめぎ」